# 苏黎士菌属
苏黎士菌属（学名：Turicella）是棒狀桿菌科下的一个属。本属由Funke等人于1994年设立，只含有耳炎苏黎士菌（Turicella otitidis Funke et al., 1994）一种。

## 下属物种
本属包括以下物种：
- 耳炎苏黎士菌 Turicella otitidis Funke et al., 1994